# 1249

## Родени
- 9 юли – Камеяма, 90-и император на Япония († 1305)